# 中華人民共和国の選挙制度
中華人民共和国の選挙制度（ちゅうかじんみんきょうわこくのせんきょせいど）においては、中華人民共和国における選挙制度の改革の歴史と現状を説明する。

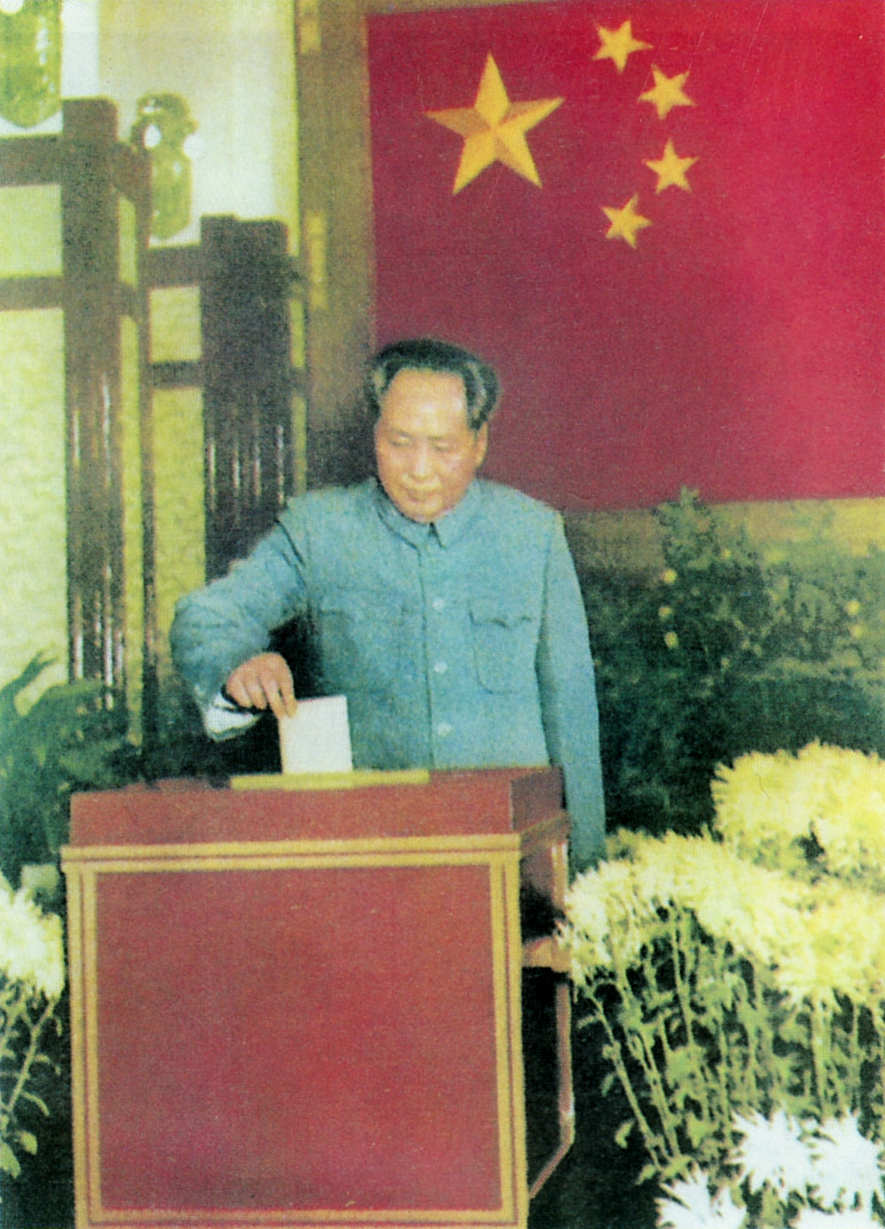
投票する毛沢東中国共産党主席

## 概要
中国本土では、村の村民委員会、城鎮の居民委員会、郷鎮・県級・郷級・区・区を設置していない地級市より下の行政区画の人民代表大会代表は、人民が選挙で代表を選ぶ直接選挙が導入されている。区を設置している地級市より上の行政区画の人民代表大会代表および首長は、その一つ下の人民代表大会代表によって選出される間接選挙である。
基本的に、候補者の数よりも定員の数が少ない（つまり落選者が出る）「差額選挙」が行われているが（「額」とは「定員」の意味）、国家主席・国家副主席・国務院総理に関してだけは、候補者の数と当選者の数が等しい「等額選挙」が行われている。各選挙の間隔は5年である。
投票の方式は、基本的には、候補者に対して「賛成」「反対」「棄権」のいずれかを表明する方式である。候補者名簿に載っていない人の名前を書いて投票することが可能な選挙区も多く、例えば2011年度の北京市の区県人大代表選挙では名簿に載っていない人が6人当選している。
被選挙権の行使、すなわち立候補するには、政党の推薦か、10名以上の有権者の推薦が必要になる。候補者名簿に記載されるには選挙委員会の承認を得る必要があり、誰でも立候補できる完全な自由選挙ではない。

## 県と県以下の人民代表選挙
中華人民共和国の県と県以下の人民代表の選挙においては、かつては人民代表の定数と立候補者数が等しい「等額選挙」が導入されており、事実上の信任投票であった。しかし1980年から直接選挙、差額選挙が導入されており、選挙で人民の票を得られなかった場合は落選する。
かつては、都市と農村間における選挙権格差が存在したが、2010年の選挙法の改正で、この格差は解消された。候補者の選挙活動も一定の範囲で拡大されている。

## 村民委員会主任選挙
中華人民共和国憲法上、村民委員会は住民自治の基層組織と定められている。村民委員会は、住民によって選挙された主任と副主任および委員数名で構成される。この村民委員会の主任（「村長」と呼ばれている）の選挙について、1989年の天安門事件以降は、党の政治的中核論を指導するために、村における党の幹部が「村長」となるように委員数を同人数の候補者が党によって示される「等額選挙」が行われていた。ただし、1987年の「村民委員会組織法（試行）」では、村民委員会の直接選挙を定めていた。天安門事件を挟んだ1991年、吉林省梨樹県双河郷平安村を皮切りに有権者が自由に村民委員会の候補者を推薦する「海選選挙」が行われるようになった。「海選」とは、大海から真珠をすくい上げるという意味からこのような名前がついた。さらに、一つのポストに複数の候補者を立てる「差額選挙」、有権者の投票によって正式な候補者を確定する「予備選挙」のほか、選挙演説、秘密投票、開票作業の公開等の改革も模索された。この選挙改革によって、総人口の60パーセントを占める8億人（2003年度の統計による）の農民が民主主義の実践に参加し、そのことを通じて、政治意識がいくぶん向上してきたと評される。また、優秀な若者等が民主的に「村長」に選出されることも珍しくないとされる。国内外の専門家は村民委員会の直接選挙を「草の根」民主主義の萌芽として積極的に評価している。農村での進展を受けて、直接選挙の拡大への期待と要求が一時期高まった。中央弁公庁・国務院弁公庁による2000年12月の通達は、都市部の社区委員会（従来の居民委員会を再編したもの）の直接選挙を指示したことがある。ただ、近年選挙改革は停滞状態に陥っている。統制力の低下を恐れた中国政府が、直接選挙の拡大に消極的な姿勢を見せ、様々な手段で村民委員会選挙にも介入している。また、村民委員会選挙への宗教や暴力団の介入や、選挙買収といった深刻な問題も発生している。

## 選挙権の平等の問題
中華人民共和国において都市と農村の二元的管理制度をとっており、農村住民と都市住民との間に差別が存在しているが、この差別の問題は選挙権においても存在していた。すなわち中国の選挙制度においては選挙権の平等は否定されており、都市と農村では1票の重みに違いがあった。この差別は、社会主義の革命理論から導かれるものと中国の特殊性からの理由の二つがあった。社会主義の革命理論からの理由とは、中国が労働者と農民による同盟関係を権力の基盤としつつも社会主義の建設という点に関しては労働者の指導的地位を認めていることである。中国の特殊性とは、建国当時の中国では人口の8割が農民であったことである。それらがため都市部に多くの代表定数を割り振らざるをえなかった。建国当初の選挙法では、省級人代で最大20倍の格差があった。改革開放後の法改正で5倍に縮小され、さらに1995年の改正では、全人代を含むすべての人代で4倍に統一されている。経済の発展により都市人口が急激に増加したため、都市部に多くの代表定数を割り振る必要がなくなったからである。そしてついに、2010年の改正では、この格差が全面的に解消され、初めて選挙権の平等が実現することになった。